# Tukwila
Tukwila és una població dels Estats Units a l'estat de Washington. Segons el cens del 1r d'abril de 2006 tenia 17.481 habitants.

## Demografia
Segons el cens del 2000, Tukwila tenia 17.181 habitants, 7.186 habitatges, i 3.952 famílies. La densitat de població era de 743,7 habitants per km².
Dels 7.186 habitatges existents, en un 28,2% hi vivien nens de menys de 18 anys, en un 36,4% hi vivien parelles casades, en un 12,4% dones solteres, i en un 45% no eren unitats familiars. En el 34,3% dels habitatges hi vivien persones soles el 5,6% de les quals corresponia a persones de 65 anys o més que vivien soles. El nombre mitjà de persones vivint en cada habitatge era de 2,38 i el nombre mitjà de persones que vivien en cada família era de 3,09.
Per edats la població es repartia de la següent manera: un 24% tenia menys de 18 anys, un 10,4% entre 18 i 24, un 37,3% entre 25 i 44, un 20,5% de 45 a 60 i un 7,8% 65 anys o més.
L'edat mediana era de 33 anys. Per cada 100 dones de 18 o més anys hi havia 108,9 homes.
La renda mediana per habitatge era de 40.718 $ i la renda mediana per família de 42.442 $. Els homes tenien una renda mediana de 35.525 $ mentre que les dones 28.913 $. La renda per capita de la població era de 22.354 $. Aproximadament el 8,8% de les famílies i el 12,7% de la població estaven per davall del llindar de pobresa.

## Poblacions més properes
El següent diagrama mostra les poblacions més properes.